# La Soledad, Tlachichilco
La Soledad är en ort i Mexiko.   Den ligger i kommunen Tlachichilco och delstaten Veracruz, i den sydöstra delen av landet, 170 km nordost om huvudstaden Mexico City. La Soledad ligger 249 meter över havet och antalet invånare är 303.
Terrängen runt La Soledad är kuperad. Runt La Soledad är det ganska glesbefolkat, med 34 invånare per kvadratkilometer. Närmaste större samhälle är Xochiatipan de Castillo, 20,0 km nordväst om La Soledad. I omgivningarna runt La Soledad växer huvudsakligen savannskog.